# 枫树岭镇
枫树岭镇，中国浙江省西北部淳安县下辖的一个镇。

## 辖区
该镇辖有：
横坑村、木花坑村、丰家源村、红光村、伊川村、乳洞山村、凤凰庙村、下姜村、源塘村、窄坑村、铜山村、鲁家田村、大源村、薛家源村、上江村、夏峰村、夏村村、汪村村、衍昌村、横山村、知心坑村、白马村、大桥头村、周家桥村、陈村村、官川村、枫树岭村和陈家源村。

## 世界最佳旅游乡村
2024年11月15日，下姜村被联合国旅游组织执行委员会列入2024年“最佳旅游乡村”名单。